# Phillipskurven
Phillipskurven, der blev fundet empirisk af A.W. Phillips i 1958, viser i sin oprindelige form en sammenhæng mellem lønstigningstakten og ledighedsprocenten således, at falder ledigheden, så stiger inflationen. Phillipskurven er interessant, fordi den viser en sammenhæng mellem to af de vigtigste makroøkonomiske variable: inflation og ledighed.
Empirisk set har denne sammenhæng været meget ustabil. Ældre keynesiansk teori brugte Phillipskurven i sin oprindelige form som teoretisk grundlag, men efter stagflationsperioden i 1970'erne er det svært at fastholde, at Phillipskurven i sin oprindelige udgave giver mening. Nogle nykeynesianere og monetarister antager normalt, at Phillipskurven er lodret på lang sigt, hvor niveauet markerer den strukturelle ledighed eller NAIRU (Non Accelerating Inflation Rate of Unemployment). Dog argumenterer de for, at kurven kan flyttes indad samtidig med, at inflationen holdes stabil. Dette sker ved at føre ekspansiv finanspolitik kombineret med at gennemføre strukturpolitiske tiltag, der påvirker strukturledighedens niveau.
Den oprindelige Phillipskurve er blevet kritiseret for ikke at inddrage inflationsforventninger. Hvis disse inddrages, vil Phillipskurven forskydes således, at samme ledighedsprocent kan hænge sammen med forskellige inflationsprocenter. Herved gives, at Phillipskurven på lang sigt er lodret. Fortrængningsmekanismer forårsager også, at Phillips-kurven på lang sigt er lodret. Det er i dag almindeligt at tale om den forventningsudvidede Phillipskurve, der som navnet siger, inddrager inflationsforventninger som en selvstændig forklarende variabel for den faktiske inflation, og desuden tager højde for, at udbudsstød også kan påvirke sammenhængen mellem inflation og ledighed.

## Phillipskurven og AD-AS-modellen
Phillipskurven kan relateres direkte til AD-AS-modellen. (1) Positivt efterspørgselsstød får AD-kurven til at rykke til højre. (2) Prisniveauet og produktionen stiger. (3) Dvs. at inflationen og beskæftigelsen stiger (det samme som at arbejdsløsheden falder). Her får vi altså demand pull-inflation.
Stød til AS-kurven derimod påvirker, at selve Phillipskurven rykker sig, da trade-off’et mellem inflation og arbejdsløshed er blevet strukturelt anderledes. Her får vi altså cost push-inflation.
Dette viser også nogle afgørende ting om Phillipskurven på lang sigt. Hvis centralbanken eksempelvis pumper penge ud i samfundet, bevæger man sig i første omgang til venstre langs Phillipskurven – det giver højere inflation, men lavere arbejdsløshed. Denne højere inflation vil virksomhederne og arbejderne dog tage højde for, og gradvist vil den kortsigtede AS-kurve i AD-AS-diagrammet rykke med venstre. Herved rykker Phillipskurven mod højre og afvejningen bliver dårligere.
Dette viser sig også i, at man kan opstille følgende formel for Phillipskurven:
Arbejdsløshedsrate = strukturelt ledighedsniveau – a (aktuel inflation – forventet inflation)
På lang sigt er aktuel inflation = forventet inflation, og på lang sigt er Phillipskurven altså lodret. Spørgsmålet har dog været, hvor hurtigt man kommer til det lange sigt. Især inden for inflationsbekæmpelse har dette spillet en rolle. I figuren nedenfor kan spørgsmålet stilles som, hvor hurtigt bevægelsen går fra A over B til C, når man laver det kontraktive indgreb (rykker AD-kurven mod venstre) gennem pengepolitikken. Nyklassiske teoretikere såsom Robert Lucas, Thomas Sargent og Robert Barro siger i teorien om rationelle forventninger, at denne tilpasning kan gå meget hurtigt, og i teorien være øjeblikkelig, hvis befolkningen på forhånd er overbevist om, at indgrebet kommer.